# Cattleya iricolor
Cattleya iricolor es una especie de orquídea epifita que se encuentra en Ecuador y Perú.   

## Descripción
Es una orquídea epifita, con pseudobulbos ligeramente comprimidos, en los que se forman surcos con la edad y llevan una sola hoja en la parte apical. Las hojas son estrechamente oblongo-elípticas u oblongas, agudas, coriáceas. Inflorescencia terminal, erguida, con 6-10 flores que surge de un pseudobulbo de reciente aparición y se mantiene en la mitad de la hoja, floreciendo en el final del invierno y la primavera.

## Distribución
Se encuentra en Perú y Ecuador en los Andes orientales en bosques montanos húmedos, sobre ramas de árboles altos; en elevaciones de 400-1220 metros.

## Taxonomía
Cattleya iricolor fue descrita por Heinrich Gustav Reichenbach   y publicado en The Gardeners' Chronicle & Agricultural Gazette 2: 162. 1874.
Etimología
Cattleya: nombre genérico otorgado en honor de William Cattley orquideólogo aficionado inglés,
iricolor: epíteto latíno que significa "con el colorido del arco iris".

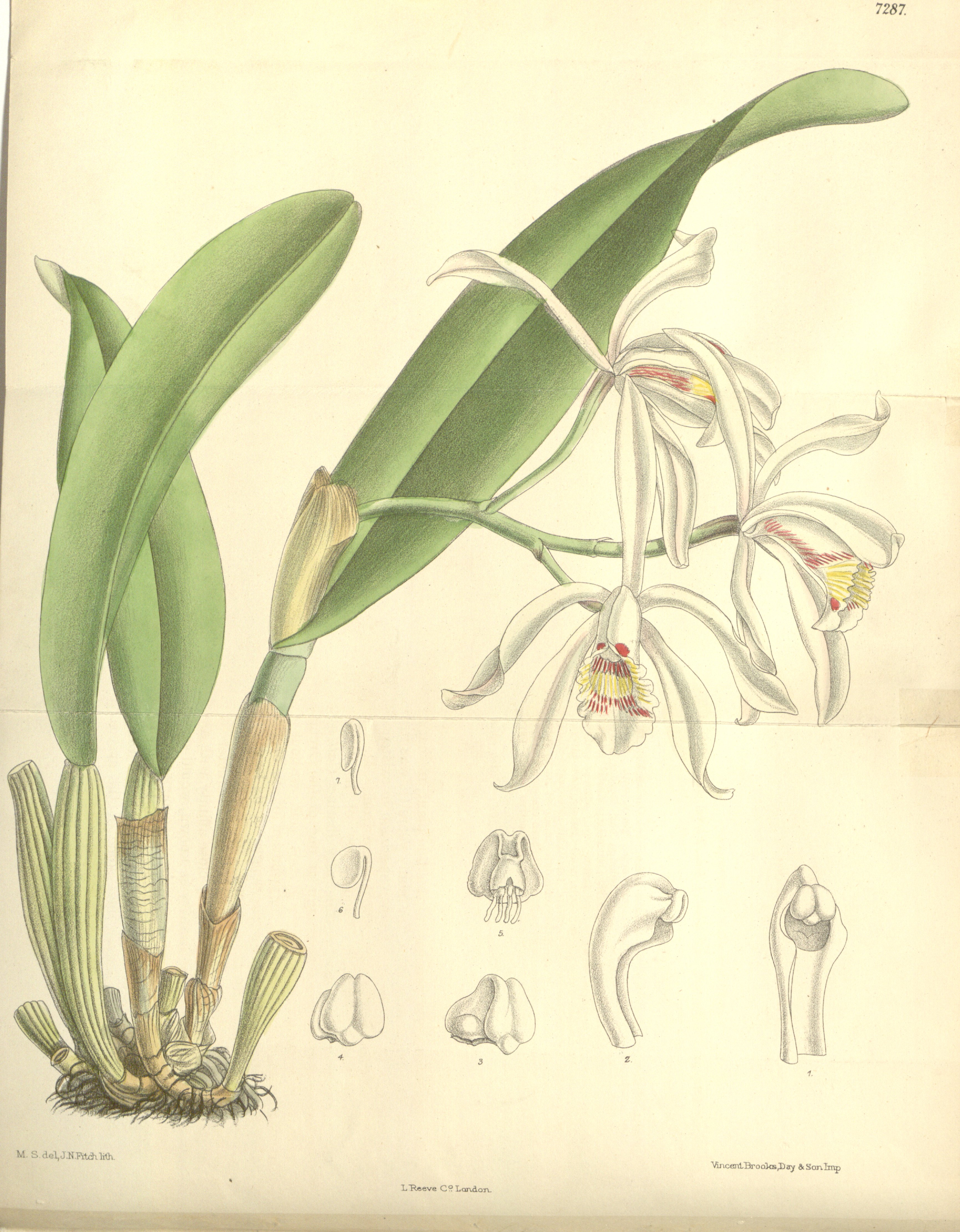
Ilustración

## Lectura adicional
1. Dodson, C.H. & P.M. Dodson. 1982. Orchids of Upland Ecuador. Icon. Pl. Trop. 5: 401–500.
2. Dodson, C.H. & R. Escobar Restrepo. 1993. Native Ecuad. Orchids. ~Aa~-~Dracula~ 1: 1–207. Editorial Colina, Medellín.
3. Jørgensen, P. M. & S. León-Yánez. (eds.) 1999. Cat. Vasc. Pl. Ecuador. Monogr. Syst. Bot. Missouri Bot. Gard. 75: i–viii, 1–1181.
4. Renner, S. S., H. Balslev & L.B. Holm-Nielsen. 1990. Flowering plants of Amazonian Ecuador–A checklist. AAU Rep. 24: 1–241.